# 鷲見玲奈
鷲見 玲奈（すみ れいな、1990年〈平成2年〉5月12日 - ）は、セント・フォース所属のフリーアナウンサー、女優、タレント、テレビ東京元アナウンサー。岐阜県岐阜市出身。

## 来歴
岐阜市立鷺山小学校、岐阜市立青山中学校、岐阜県立岐阜北高等学校、首都大学東京都市教養学部都市教養学科経営学系卒業。
2013年4月、テレビ東京入社。同期は野沢春日で、入社後すぐ野沢とともに深夜番組『一夜づけ』の担当となる。
2013年7月より、『ニュースモーニングサテライト』と『7スタLIVE』の2番組に、ともに水曜日担当として出演を開始する。
2015年1月から2016年12月の間『ウイニング競馬』のアシスタントを務める。
2017年、2018年、2019年の『テレ東音楽祭』の進行を担当。さらに同年に『世界卓球』のMCを務める。
2020年2月25日付で7年間在職した同社を退職、セント・フォース所属のフリーアナウンサー・タレントに転身することが明らかになり、「30歳になる節目の年ということでの決断」として同年3月31日付で同社を退社。
2020年4月1日付でセント・フォースに所属し、フリーアナウンサーとして活動を開始。『家、ついて行ってイイですか?』『FOOT×BRAIN』（ともにテレビ東京）に引き続き出演する。同年12月14日、集英社のデジタルコンテンツ表彰、「週プレ グラジャパ!アワード2020」で話題賞受賞。
2020年9月よりSBI FXトレード社とSBI VCトレード社の共通イメージキャラクターに起用。
2021年よりテーラーメイドゴルフアパレルのアンバサダーに就任。チームテーラーメイドに加入。
2021年8月4日にファースト＆ラスト写真集『すみにおけない』（集英社）を発売。オリコン週間ランキング1位を獲得。
2022年1月12日、1月11日に会社員の一般男性と結婚したことを発表。この日に婚姻届を提出した理由は物事をスタートさせるのに良いとされる「一粒万倍日」と、天が万物の罪をゆるすとされる「天赦日」が重なる“最強開運日”といわれる吉日であることとされる。
2022年1月22日、4月から『ズームイン!!サタデー』（日本テレビ）女性MCを、所属事務所の先輩・望月理恵から受け継ぐ事が発表され、同年4月2日、『ズームイン!!サタデー』女性MCに就任。
2022年9月1日、「岐阜市プロモーション大使」に就任。
2023年10月31日、第1子妊娠を報告。2024年4月5日、第1子出産を発表した。

## 人物

### 家族
- 3人兄弟で兄と弟がいる[27]。

### 趣味・特技
- 趣味はゴルフ、カメラ、釣り[28]、詩吟[29]。詩吟を始めたのは3歳の頃で[4][30]、大学時代は東京大学詩吟研究会に所属していた[31]。
- 子供の頃はサッカー（全国大会を経験。長良西女子FC所属[32]）とバスケットボールをしていた[33]。

### エピソード
- 大学時代にシェリーズ・エンタテインメントに所属して芸能活動を行っていたことがある。かどや製油 純正ごま油のテレビCM、『お願い!ランキング』（テレビ朝日）などに出演[34]。
- 2015年1月に『ウイニング競馬』担当になってからメガネをかけて番組に出演するようになった。本人によれば『これはキャラ付けをするのではなく、入社してから視力が低下したことと、競馬中継でオッズなどを読み間違えたら困るのでメガネを掛けることにした』とのことである[35]。また、入社以来ずっと黒かった髪も茶色に染めるようになった。
- 2017年、局アナとして初めて『週刊ヤングジャンプ』（2017年19号、集英社）の表紙および巻頭グラビアを担当した[36][37][38]。
- 『LOVE&MELODY』（ニッポン放送）で初めてラジオパーソナリティを担当した際のインタビューにおいて、同局の『オードリーのオールナイトニッポン』（ニッポン放送）、『佐久間宣行のオールナイトニッポン0(ZERO)』（ニッポン放送）、『#みちょパラ』（ニッポン放送）のリスナーであることを語っている[39]。
- 2021年、『アプリで恋する20の条件』（日本テレビ）で女優デビュー[40]。今後は悪女にも挑戦したいと言っている。

## 出演番組
太字は出演中

### テレビ

#### テレビ東京時代
- 池上彰の参院選ライブ（2013年7月21日）
- 第36回隅田川花火大会（2013年7月27日）
- ニュースモーニングサテライト（水曜日担当、2013年7月10日 - 9月25日）
- 柔道グランドスラムTOKYO（2013年 - 2018年）
- L4 YOU!プラス（特集コーナー火曜日担当）
- ピンポーン!玲奈ちゃんねる（2014年1月12日[注 1] - 4月27日）
- 俺のダンディズム（2014年4月16日 - 7月2日） - 本人 役
- 一夜づけ（助手、2013年4月15日 - 2015年3月28日）
- 東京マキタスポーツ（不定期出演）
- トラの門スポーツ（不定期出演）
- 7スタLIVE（7スタキャッチアップ水曜日担当、2013年7月3日 - ）
- ネオスポーツ the documentary![注 2]（2014年1月 - 2016年3月）
  - 週末版
    - 土曜担当　2014年4月5日 - 2014年12月20日

  - 年末スペシャル（2014年12月27日）
  - 平日版[注 3]
    - 火曜担当 2014年1月7日 - 2014年10月28日
    - 水曜担当 2014年11月5日 - 2014年12月24日
    - 木曜担当 2015年1月8日 - 2016年3月31日
- 平昌オリンピック - キャスター（2018年2月8日 - 2月25日）
- 家、ついて行ってイイですか?（2015年10月3日 - 2016年3月26日・2016年4月16日 - 2020年3月）
- 就活 SESSION 田村淳の大学生ビジネス会議（BSジャパン、2016年1月30日 - 3月26日） - 進行 [41]
- 鷲見玲奈、お肉 吟じます。（2016年1月4日 - 2016年6月24日）
- ウイニング競馬（2015年1月10日 - 2016年12月24日）
- 田村淳のBUSINESS BASIC（BSジャパン、2017年2月5日[42] - 2017年3月26日）
- 三匹のおっさん3〜正義の味方、みたび!!〜　最終話（2017年3月10日） - 卓球大会の司会 役
- 液体グルメバラエティー たれ（2017年7月10日 - 9月10日）
- ワールドビジネスサテライト
  - トレンドたまごコーナー 2017年12月5日及び2018年10月9日、片渕茜の休暇代理リポーター
- FOOT×BRAIN（2018年8月5日 - 2020年3月28日）
- よじごじDays（2018年12月6日、竹﨑由佳の代理司会）
- 追跡LIVE! Sports ウォッチャー（2016年4月 - 2020年3月）
  - 平日版[注 4]
    - 木曜担当 2016年4月7日 - 2017年3月30日
    - 水曜担当 2017年4月5日 - 2020年3月25日

  - 週末版
    - 土曜担当 2016年10月8日 - 2020年3月28日
- パパパパラビ!（2018年4月7日 - 2020年2月、テレビ東京・TBSで不定期往復放送）
- 世界卓球2014TOKYO -インタビュアー（2014年4月28日 - 5月5日）
- 世界卓球2016マレーシア -キャスター（2016年4月27日 - 5月3日）
- 世界卓球2017ドイツ -キャスター（2017年5月29日 - 6月5日）
- 世界卓球2018スウェーデン -キャスター（2018年4月29日 - 5月6日）
- 世界卓球2019ハンガリー -キャスター（2019年4月22日 - 4月28日）
- テレ東音楽祭2019!思わず歌いたくなる!最強ヒットソング100連発!5時間生放送（2019年6月26日） - 進行[43]

#### フリー
- イマドキ女子と学ぶ鷲見玲奈の巣ごもりゴルフ（2021年3月5日 - 26日、ゴルフネットワーク）
- 炎の体育会TV（2021年4月10日 - 2023年3月18日、TBS）[44]
- 銀座ゴルフ倶楽部 presented by テーラーメイド（2021年4月24日 - 、ゴルフネットワーク）
- トリプルエレメント〜馬に魅了された者たち〜（2021年4月27日 - 6月29日、フジテレビ） - MC
- ズームイン!!サタデー（2022年4月2日 - 2025年3月29日、日本テレビ） - 総合司会[45][46]
- 今夜くらべてみました（2020年5月20日、10月14日、日本テレビ）[注 5]
- 今夜はナゾトレ（2020年5月26日、7月14日、8月11日、10月20日、12月22日、2021年1月19日、フジテレビ）
- みんなのKEIBA（2020年6月7日、9月6日、フジテレビ）
- 馬好王国〜UmazuKingdom〜（2020年6月13日、6月20日、9月5日、フジテレビ）
- プレバト!!（2020年7月2日、10月22日、2021年1月14日、MBS） - 才能査定ランキング「俳句」「色鉛筆」「スプレーアート」
- あの日の通学路 思い出の扉が今開く!  爆笑大阪編＆ドキドキ岐阜編（2020年8月24日、NHK総合；60分拡大版：2020年9月12日、NHK BSプレミアム）
- ドーナツトーク（2022年2月26日[注 6]、2022年4月3日 - 2024年3月31日、CBCテレビ）

### テレビドラマ
- アプリで恋する20の条件（2021年1月10日、日本テレビ） - 三上咲子 役[48]
- ドクターX〜外科医・大門未知子〜 第7期 ope, IV（2021年11月4日、テレビ朝日） - 早水楓 役[49]
- DCU〜手錠を持ったダイバー〜 第7話（2022年3月6日、TBS） - 玉井千英 役[50]
- 警視庁・捜査一課長 Season6 第4話（2022年5月5日、テレビ朝日） - 川上美月 役[51]
- パンドラの果実 科学犯罪捜査ファイル Season1 第8話 - 最終話（2022年6月11日 - 25日、日本テレビ） - 影山沙也香 役[52]

### WEB番組
- モビエボ presented by KINTO（2020年5月14日 - 、NewsPicks） - MC

### ラジオ
- LOVE＆MELODY（2020年7月4日・11日、ニッポン放送）[53]。
- TOKYO FMサンデースペシャル　女子プロゴルフツアー開幕！アース・モンダミンカップ プレイバック！（2020年8月2日、TOKYO FM） - パーソナリティー[54]。

### CM
- 動画配信サービス「Paravi（パラビ）」（2018年、プレミアム・プラットフォーム・ジャパン）[55]
- SBI FXトレード SBI VCトレード（2020年12月26日 - ）[56]

### その他
- 日経電車版（デジタルサイネージ、2017年 - 2019年[57]）

## 書籍

### 写真集
- 鷲見玲奈ファースト&ラスト写真集 『すみにおけない』（2021年8月4日、集英社、ISBN 978-4-08-790043-9）[58][59]

## その他
- 岐阜市プロモーション大使[22][23]
- 週刊ヤングマガジン 2023年41号表紙グラビア[60]